# 尤氏鬚鰃
尤氏鬚鰃為輻鰭魚綱鬚鰃目鬚鰃科的其中一種，分布於東南太平洋海域，棲息深度180-250公尺，體長可達18.8公分，棲息在泥底質海域。